# شاهزاده‌نشین ولز
شاهزاده‌نشین ولز (ولزی: Tywysogaeth Cymru) میان سال‌های ۱۲۱۶ و ۱۵۳۶ وجود داشت، که در حین نهایت قدرتش میان سال‌های ۱۲۶۷ و ۱۲۷۷ شامل دو سوم ولز امروزی می‌شد. این کشور برای بیشتر تاریخش به‌استثنای چند دههٔ نخستینش در برابر تاج و تخت انگلستان "پیوسته و متحد" بود. با این حال، برای چندین نسل، به‌طور مشخص دوران بنیانش در ۱۲۱۶ به اتمام فتح ولز در سال ۱۲۸۴ به‌دست ادوارد یکم، به‌صورت دو فاکتو تحت سلطهٔ یک شاهزاده ولز ولزی بود، اگرچه که سوگند وفاداری به پادشاه انگلستان خورده‌بود.